# 김의준
김의준(金意俊, 1909년 4월 28일 ~ 1985년 2월 14일)은 대한민국의 정치인이었다.
일본 메이지 대학 법과를 졸업하고, 판사, 검사, 변호사를 지냈다. 법사위원장, 고등고시위원, UN총회한국대표, 자유당 중앙당 선전부장과 제2대, 제3대, 제4대 민의원의원을 역임하였다. 1985년 미국 워싱턴주에서 별세하였다.

## 역대 선거 결과
|  | 49.05% |

|  | 47.15% |

|  | 64.47% |

|  | 0% |

## 참고자료
- 김의준 - 대한민국헌정회